# Донос
Доно́с — в старом русском праве — сообщение властям о преступлении.
В современном словоупотреблении — сообщение властям о действиях, юридически наказуемых, но с точки зрения конкретного индивида не являющихся преступными (либо о таких, которые, с точки зрения индивида, являются мелкими проступками и частными конфликтами, в которые безнравственно вмешивать власть). Слово показывает разрыв между интересами общества и интересами власти, испорченность власти второго рода по Монтескьё, когда законы портят народ. Карл Маркс разъяснил эту сущность как Народ видит наказание, но не видит преступления, и именно потому, что он видит наказание там, где нет преступления, он перестает видеть преступление, там где есть наказание.
В российском уголовном праве упоминается в ст. 306 УК РФ как «Заведомо ложный донос», подразумевая, что донос может быть не ложным.

## Донос в истории права
В древнем обвинительном процессе донос совпадал с обвинением, которое во всех уголовных делах поддерживалось не официальными органами, а частными лицами. Тайный донос, без обвинения и обличения на суде, не внушал к себе доверия и приписывался враждебным чувствам доносителя; обвиняемый предполагался, за отсутствием обвинителя, невиновным. В римском праве заметно крайне отрицательное отношение к доносам. В инквизиционном процессе, наоборот, донос служил основанием для так называемой инквизиции (следствия-суда), весьма тягостной для обвиняемого. В конце XVIII столетия возникали протесты против значения, которое получил донос. Выразителем этого движения являлся Гаэтано Филанджиери: в своем знаменитом сочинении «Наука о законодательстве», он предлагал постановить правилом, что всякий донос оставляется официальными органами без внимания. Ему возражали, что доносить о преступлениях есть обязанность каждого гражданина и что обязать доносителя выступать обвинителем — значило бы допустить множество случаев укрывательства преступлений. Французским законодательством 1791 г. установлено понятие о гражданском доносе (dé lation civique), то есть доносе, обязательном для граждан. Постановления революционного законодательства сохранились и в современном французском праве.

«Львиная пасть» — почтовый ящик для анонимных доносов во Дворце дожей (Венеция, Италия). Перевод надписи: «Тайные обвинения против любого, кто скрывает милости или услуги, или тайно сговорился, чтобы утаить истинный доход от них».

## Донос в старом русском праве
В русском процессе XVIII — первой половины XIX веков принятие доноса являлось особым процессуальным моментом, довольно подробно нормировавшимся в законе. Доносителем не могло быть лицо, лишенное всех прав состояния; не принимались доносы от детей на родителей, от приказчика на хозяина, которому он не дал в делах отчета, за исключением доноса о преступлениях государственных; не принимались доносы, учиненные «скопом или заговором» (то есть совместно, в ходе беспорядков). По получении доноса доноситель немедленно расспрашивался об обстоятельствах преступления, но при этом запрещалось в подтверждение доноса приводить доносителя к присяге. Если донос не заключал в себе доказательств, то он, тем не менее, записывался в протокол «для ведома впредь».
Анонимные доносы категорически запрещались. Писать, присылать или подбрасывать анонимные доносы («подмётные», то есть подброшенные письма) считалось серьёзным преступлением. Авторов стремились выявить и наказать, а само подмётное письмо палач торжественно предавал сожжению. Этот магический обряд, очевидно, символизировал уничтожение анонимного зла.

## Донос в пореформенном русском праве
Принципиальным отличием доноса от жалобы являлось то, что жалоба приносилась на ущерб, причиненный лично жалобщику, и была процессуально необходима для возбуждения обвинения; донос приносился на дела, лично доносчика не касающиеся. Согласно судебным уставам 20 ноября 1864, донос («объявлением частного лица») только тогда вызывал начатие следствия, когда доноситель был очевидцем преступного деяния; если же доноситель очевидцем не был, то объявление его составляло достаточный повод к начатию следствия лишь в том случае, когда в самом доносе представлены доказательства достоверности обвинения. По безымянным доносам следствие не производилось, но они могли в известных случаях служить поводом к полицейскому розыску или дознанию, могущему, в свою очередь, повести к следствию.
Недонесение о преступлении каралось законом, как и ложный донос.

## Донос в советский период
В советский период ВЧК столкнулась с проблемой ложных доносов. 24 ноября 1920 года был опубликован приказ ВЧК № 144, в котором ситуация с ложными доносами описывалась так:

В органы ВЧК на местах поступает много заявлений и указаний на незаконные и преступные деяния того или другого ответственного партийного или беспартийного советского работника, как и вообще граждан, с просьбой возбудить против него дело и привлечь к ответственности. Часто авторами подобных заявлений являются лица, не заслуживающие никакого доверия, а мотивами подачи заявлений — сведение личных счетов, желание дискредитировать того или другого сотрудника, а иногда и убрать его с дороги ради своей личной карьеры. Часто даже подписанные заявления являются анонимными или с подложными фамилиями; в таких случаях необходимо найти самих заявителей, тем более, что подложные заявления часто носят белогвардейский характер… В случае, когда возникает против кого-либо только подозрение, необходимо проверить его основательность с таким расчетом, чтобы сама проверка не запачкала имени работника…
Дзержинский предложил следующие меры по рассмотрению доносов:
- Любое заявление о преступной деятельности должно быть «внимательно просмотрено и сохранено в строжайшем секрете»;
- Следует «основательно обследовать» автора заявления и дело можно возбуждать только в том случае, если «подавший заявление заслуживает доверия, заявление его не является клеветой и податель его может быть вполне ответственен за свое заявление»;
- Если заявление окажется ложным, «основанным на сведении личных счетов и т. п.», то следует привлечь заявителя к ответственности «по обвинению в ложном доносе и дискредитировании Советской власти»;
- Обо всех поступивших в органы ВЧК материалах, «порочащих советских или партийных работников» следовало «сейчас же сообщать председателю Исполкома, Парткома или других советских и партийных органов по принадлежности, и в дальнейшем свои действия согласовывать с этими товарищами».

По инициативе Ленина Совнарком принял в ноябре 1921 года постановление, которое ввело уголовную ответственность до двух лет тюрьмы за ложный донос.

## Эволюция понятия
Первоначально слово «донос» было нейтральным, ложный же донос определялся термином «извет». Но в XIX веке, с развитием представлений о личной чести, уже всякий донос воспринимался как противоречащий нравственному кодексу «порядочного человека», который не должен подключать власть к общественной и частной сфере. В словаре Даля донос определяется двояко: и как нейтральное юридическое понятие, и как синоним «извета». В «Словаре русских синонимов» Н. Абрамова (1890) слово уже представлено исключительно в негативном ряду: «Донос, извет, оговор, поклеп, ябеда.» Однозначно осуждались политические доносы, и после революции слову стали придавать уже чисто политическое значение: толковый словарь Ушакова определяет донос как «орудие борьбы буржуазно-черносотенной реакции против революционного движения — сообщение царскому или другому реакционному правительству о тайно готовящихся революционных выступлениях».
Слово показывает разрыв между интересами общества и интересами власти, испорченность власти второго рода по Монтескьё, когда законы портят народ. Карл Маркс разъяснил эту сущность как Народ видит наказание, но не видит преступления, и именно потому, что он видит наказание там, где нет преступления, он перестает видеть преступление там, где есть наказание.

## Доносчики и евреи
В связи с обособленностью евреев в прошлом в разных странах и их подчиненностью чужой по вере государственной власти доносчики в еврейской среде были очень опасны для еврейских общин (например, испанская инквизиция вынуждала евреев свидетельствовать против крестившихся евреев (марранов), которые продолжали втайне соблюдать законы иудаизма), и с ними всячески боролись. В Российской империи доносы касались, в первую очередь, уклоняющихся от военной службы, контрабандистов или торгующих алкогольными напитками без разрешения властей, а также евреев, проживающих где-либо без права жительства (то есть за чертой оседлости). Известен случай расправы в 1836 году по решению бет-дина с двумя жителями Новой Ушицы за доносы на евреев, укрывающихся от военной службы, от уплаты налогов и живущих без прописки, после чего около 80 человек были биты плетьми и сосланы в Сибирь.

## В культуре
В одном из вариантов песни Владимира Высоцкого «Дорожная история» содержится указание на обстоятельства, связанные с доносом на главного героя:

Но был донос и был навет.

(Кругом пятьсот и наших нет).

Был кабинет с табличкой: «Время уважай».

Там прямо без соли едят,

Там штемпель ставят наугад,

Кладут в конверт и посылают за Можай.

Другие песни Высоцкого также содержали тему доносов («Песня завистника», «Перед выездом в загранку»). «Песня завистника» даже написана в «жанре доноса»:

Мой сосед объездил весь Союз —

Что-то ищет, а чего — не видно.

Я в дела чужие не суюсь,

Но мне очень больно и обидно.